# Nikolaus von Wallwitz
Nikolaus Heinrich Viktor Graf von Wallwitz (* 5. Dezember 1852 in Dresden, Königreich Sachsen; † 12. März 1941 im Jagdhaus Schönfeld, Kreis Belgard an der Persante) war ein deutscher Diplomat im Rang eines Gesandten.

## Leben
Nikolaus Graf von Wallwitz war der Sohn von Georg Graf von Wallwitz (1807–1901) und dessen Ehefrau Maria Gräfin Serényi von Kis-Serény (1820–1914). Sein Schwiegersohn war Bernhard von Bülow. Er heiratete 1896 in Dresden Eugenie Gräfin von Dönhoff (* 1868), mit der er die Kinder Irma (* 1897) und Georg (* 1898) hatte.
Von 1890 bis 1893 war er Minister-Resident des Deutschen Reichs im Großherzogtum Luxemburg und von 1893 bis 1896 war er Gesandter des deutschen Reichs in Teheran. Sein Nachfolger wurde Anfang 1896 der Generalkonsul Günther von Gaertner-Griebenow (1856–1898). Von 1896 bis 1897 war von Wallwitz preußischer Gesandter in Hamburg, trat daraufhin aber wieder in den auswärtigen Dienst des Kaiserreichs, von 1897 bis 1901 als Gesandter in Stockholm und von 1901 bis 1909 in Brüssel. 1909 nahm er seinen Abschied aus dem diplomatischen Dienst.